# Buste d'Auguste Rodin
Pour les articles homonymes, voir Buste et Auguste Rodin.
Le buste d'Auguste Rodin est une buste en bronze à patine d'Auguste Rodin, sculpté en 1888 par Camille Claudel, un de ses chefs-d'œuvre emblématiques.

## Histoire
Camille Claudel fait la connaissance d'Auguste Rodin en 1883 (âgée de 19 ans) et devient alors son élève en sculpture et sa muse,. 

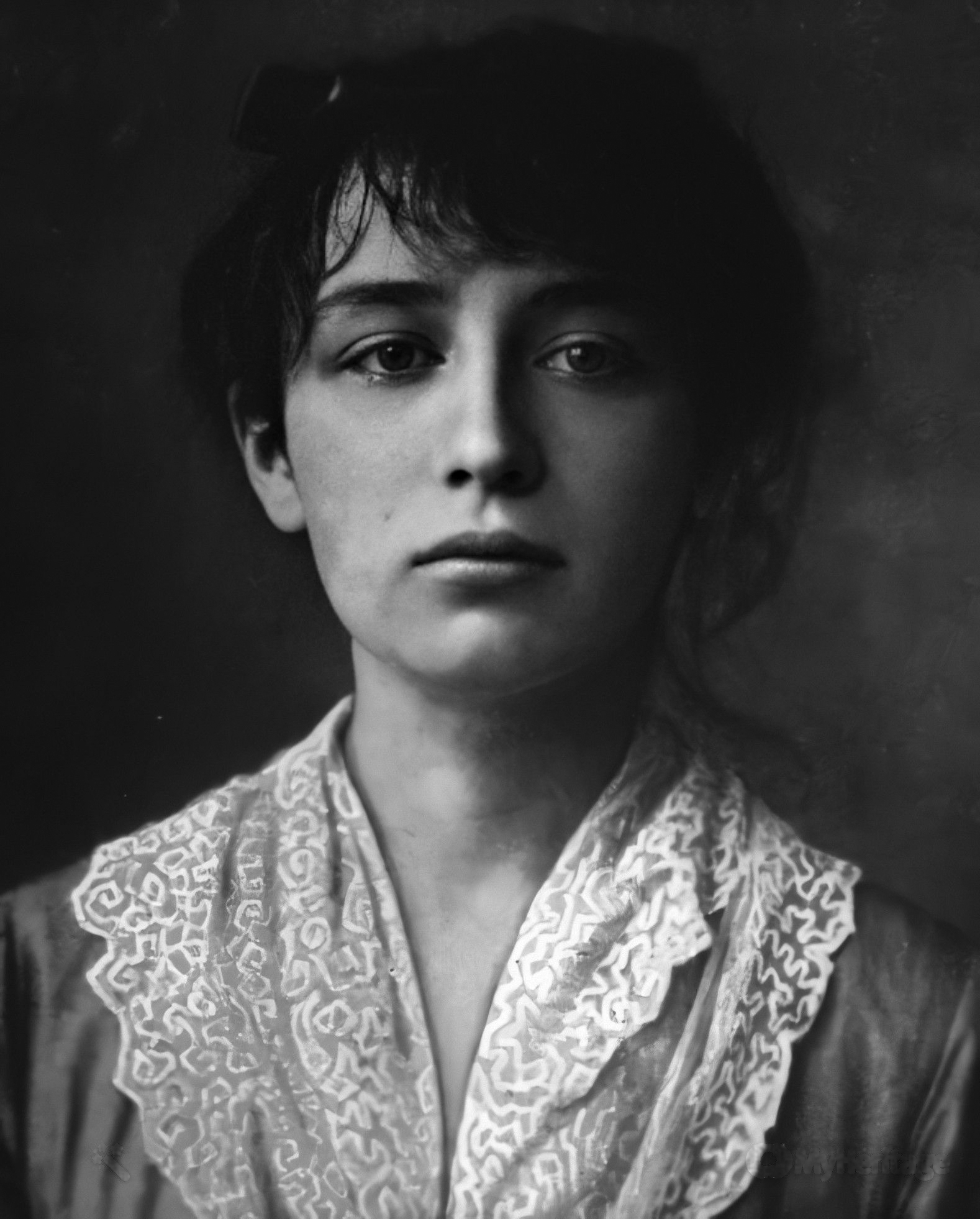
Camille Claudel, v1883
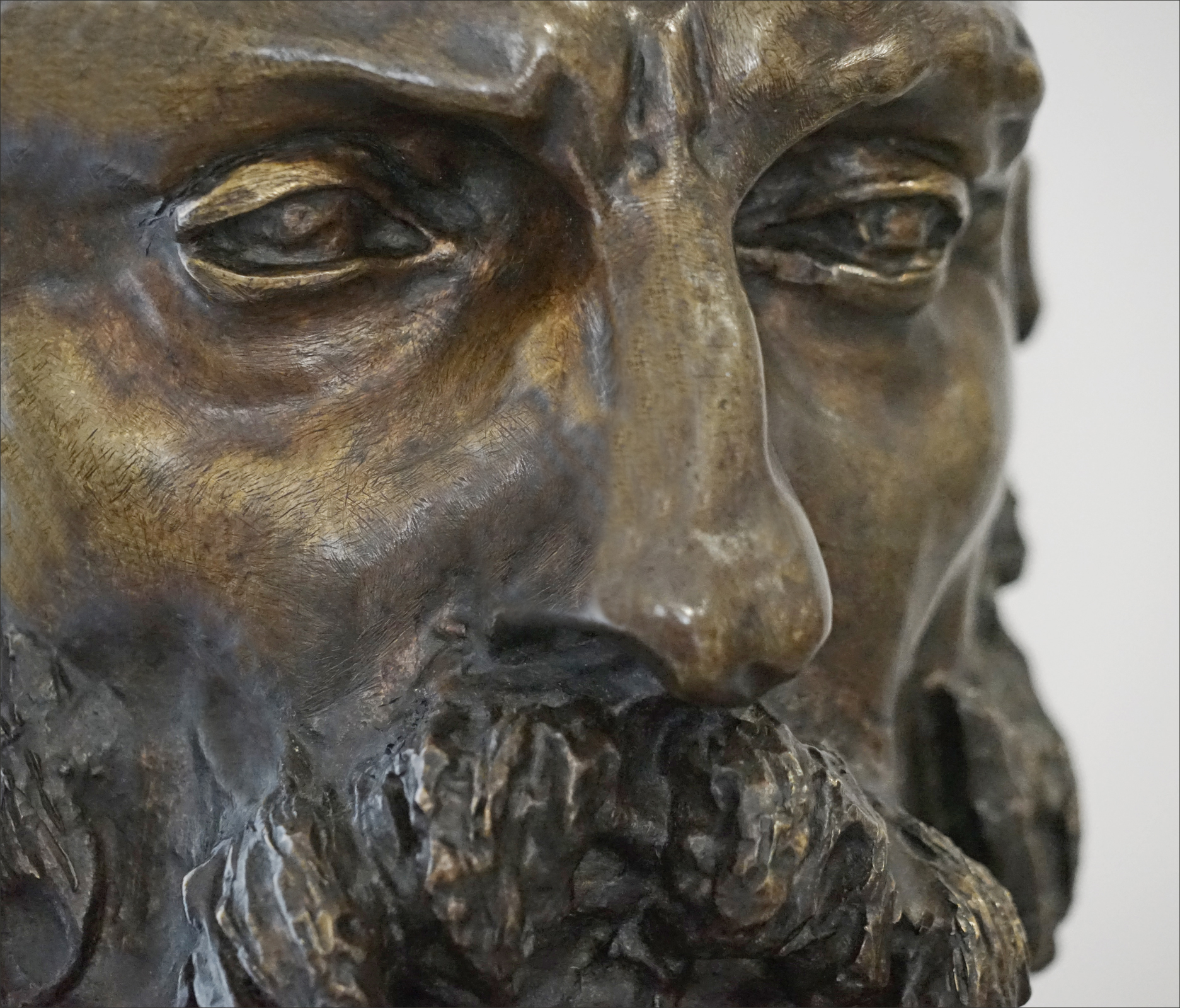
Musée Camille-Claudel de Nogent-sur-Seine
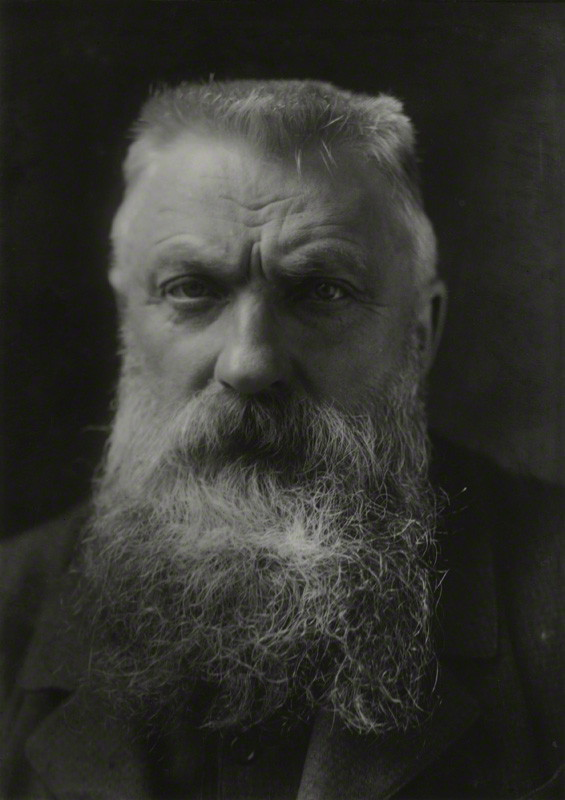
Auguste Rodin (1902)

Elle partage son atelier, participe activement à de nombreuses œuvres du maître et entretient avec lui une relation artistique et amoureuse passionnée et tumultueuse durant environ 10 ans, avant de le quitter en 1892, après avoir tenté sans succès d'évincer sa compagne Rose Beuret. Rodin refuse ses demandes en mariage. Elle sombre alors dans la démence avant d'être finalement internée en 1913.

## L'œuvre
Inspirée du buste de Victor Hugo de Rodin, de 1883, Camille Claudel modèle ce buste de Rodin entre 1886 et 1888, en terre cuite, avec des traits marqués accentués, en ronde-bosse, en adoptant un style proche des œuvres de son maître et amant, à tel point qu'il est parfois qualifié « d’autoportrait par procuration ». 

Quelques duplications
Musée Soumaya de Mexico
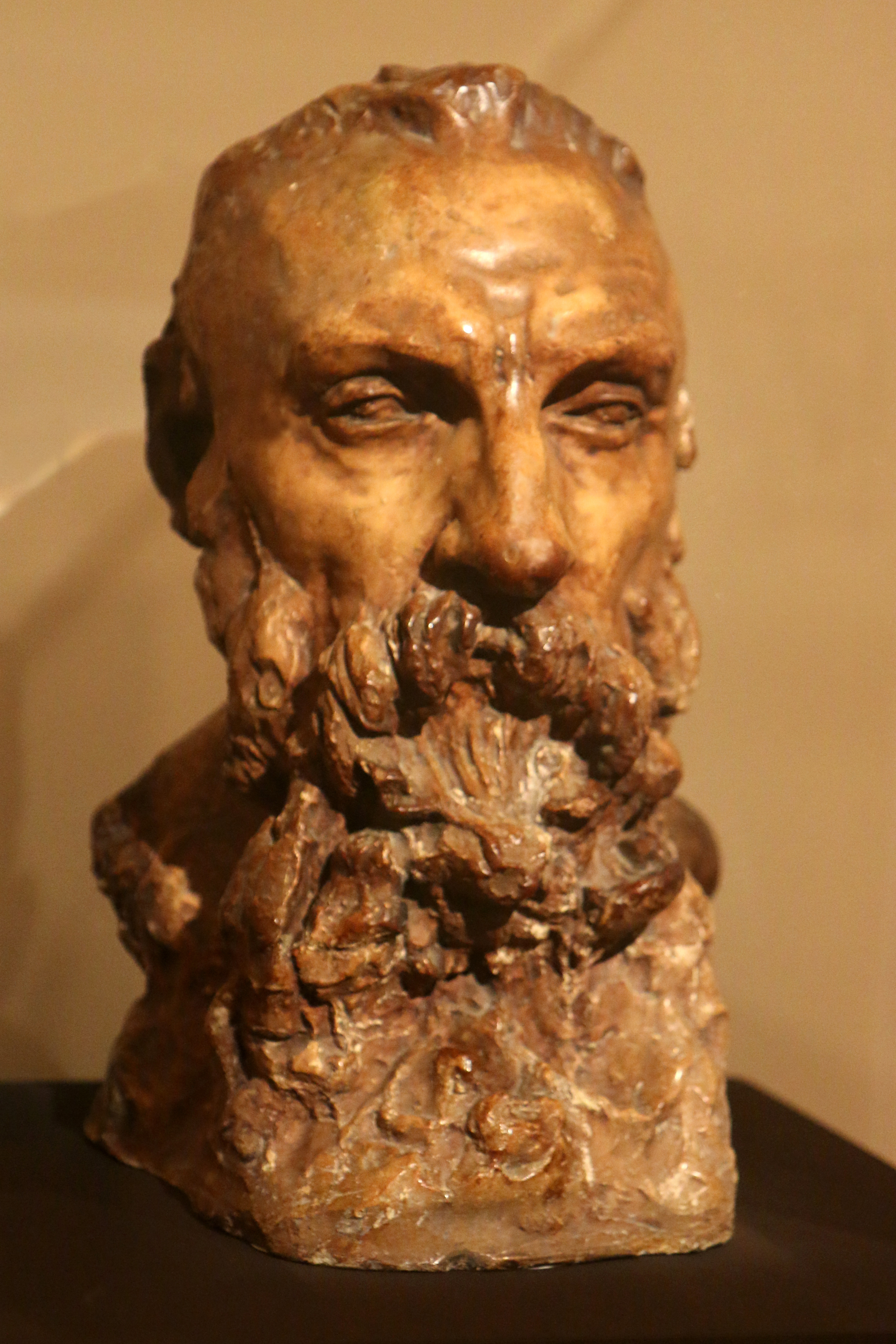
Musée Ziem de Martigues
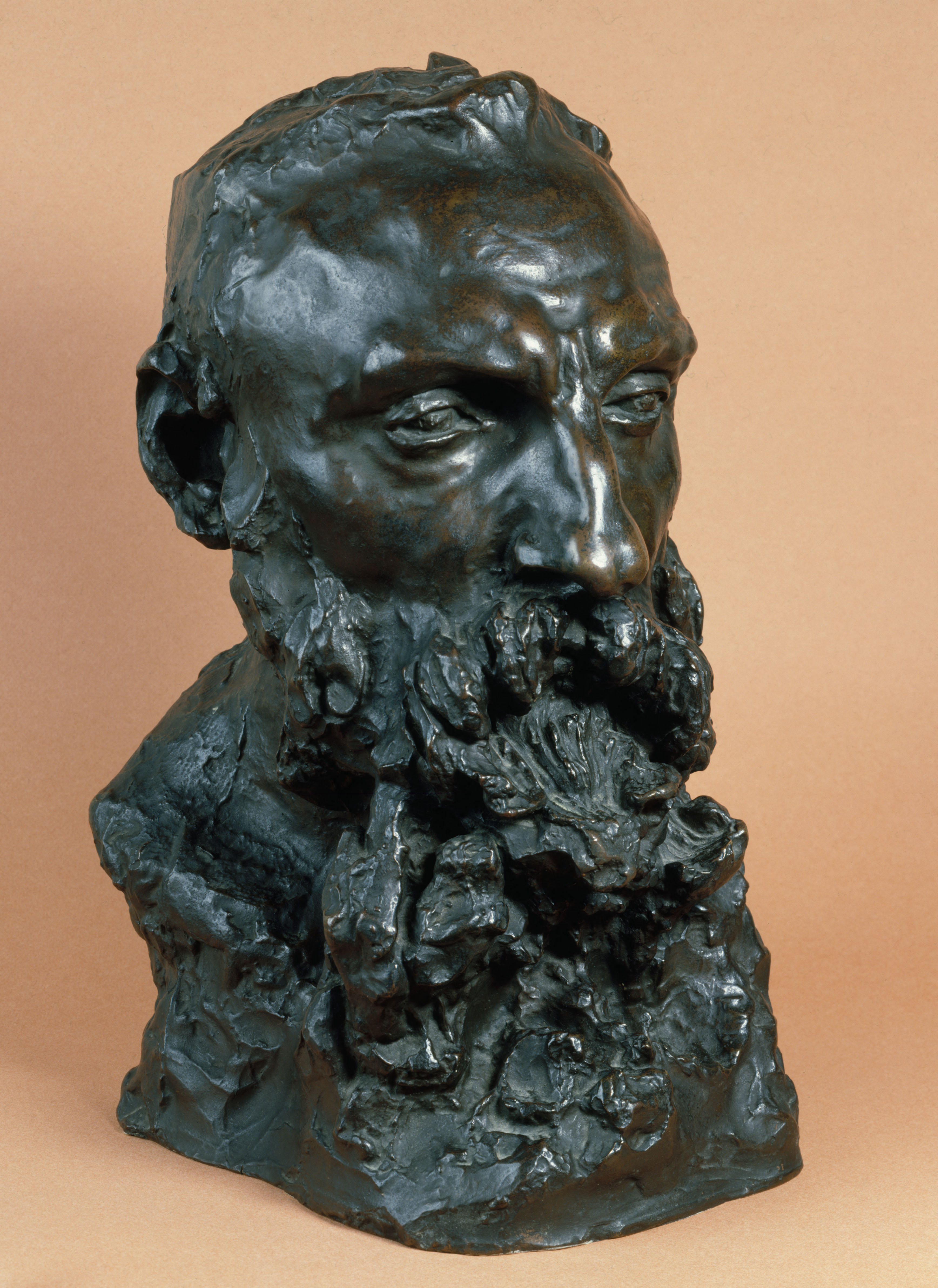
Musée des Beaux-Arts de la ville de Paris
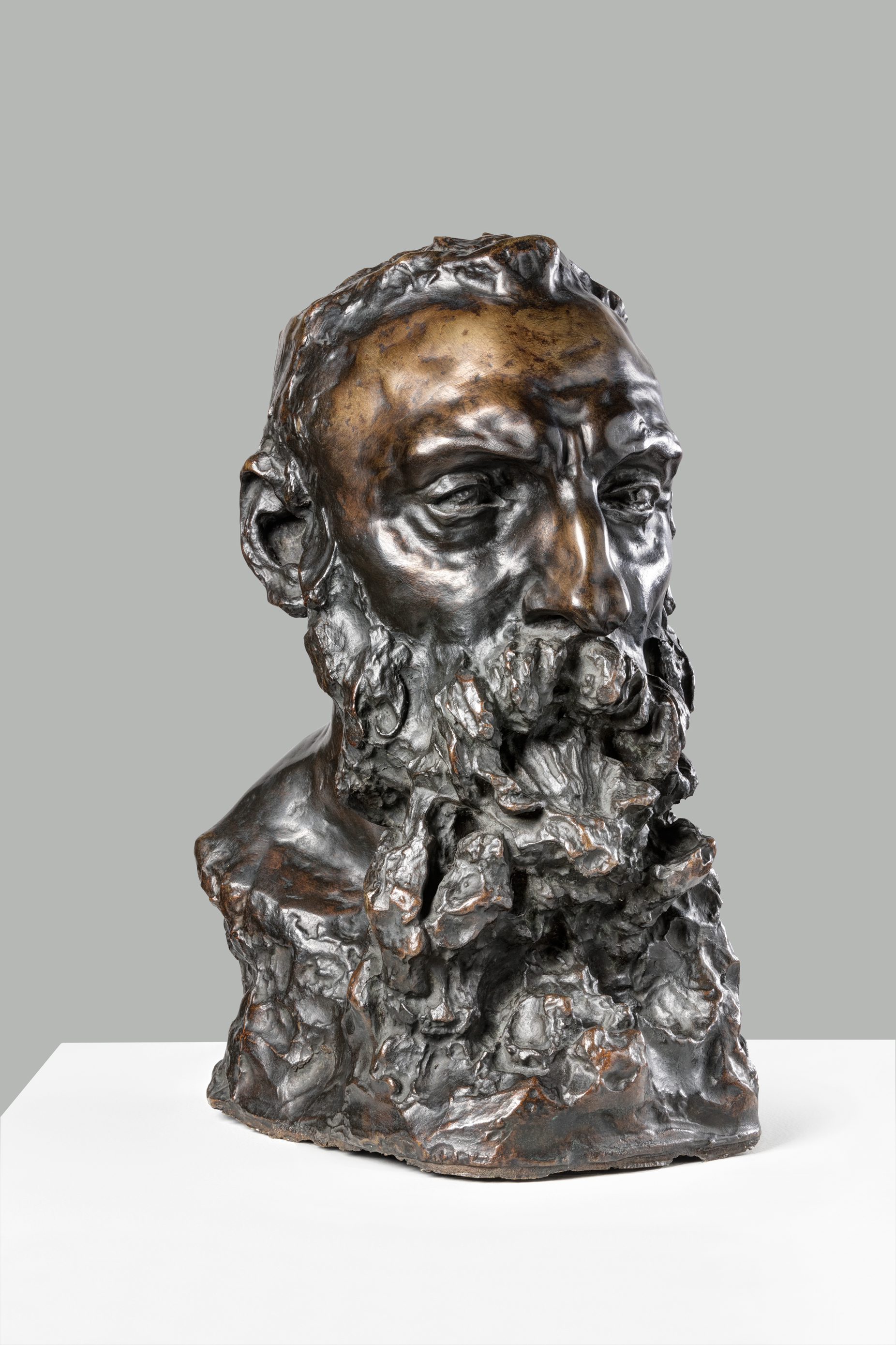
Musée Soumaya de Mexico

Elle expose avec un vif succès un premier moulage en bronze au Salon du Champ-de-Mars de la Société nationale des beaux-arts de Paris de 1892. Rodin s'en fait réaliser un moulage en bronze personnel qu'il considère comme son portrait officiel emblématique, et qui l'accompagne dans les grandes expositions de son œuvre à travers le monde.  

## Musées
Une quinzaine de duplications en bronze sont exposées entre autres aux : 
- Musée Rodin de l'hôtel de Biron de Paris
- Musée Camille-Claudel de Nogent-sur-Seine
- Musée des Beaux-Arts de la ville de Paris
- Musée La Piscine de Roubaix
- Musée Ziem de Martigues
- Musée Soumaya de Mexico

## Au cinéma
- 1988 : Camille Claudel, de Bruno Nuytten, avec Isabelle Adjani dans le rôle de Camille Claudel, et Gérard Depardieu dans le rôle d'Auguste Rodin.
- 2017 : Rodin, de Jacques Doillon, avec Vincent Lindon dans le rôle de Rodin, et Izïa Higelin dans de rôle de Camille Claudel (Camille fait allusion au succès de cette œuvre, qu'elle présente au public au moment de leur séparation).